# Ouches
Ouches is een gemeente in het Franse departement Loire (regio Auvergne-Rhône-Alpes). De plaats maakt deel uit van het arrondissement Roanne. Ouches telde op 1 januari 2022 1.150 inwoners.

## Geografie
De oppervlakte van Ouches bedroeg op 1 januari 2022 10,12 vierkante kilometer; de bevolkingsdichtheid was toen 113,6 inwoners per km².

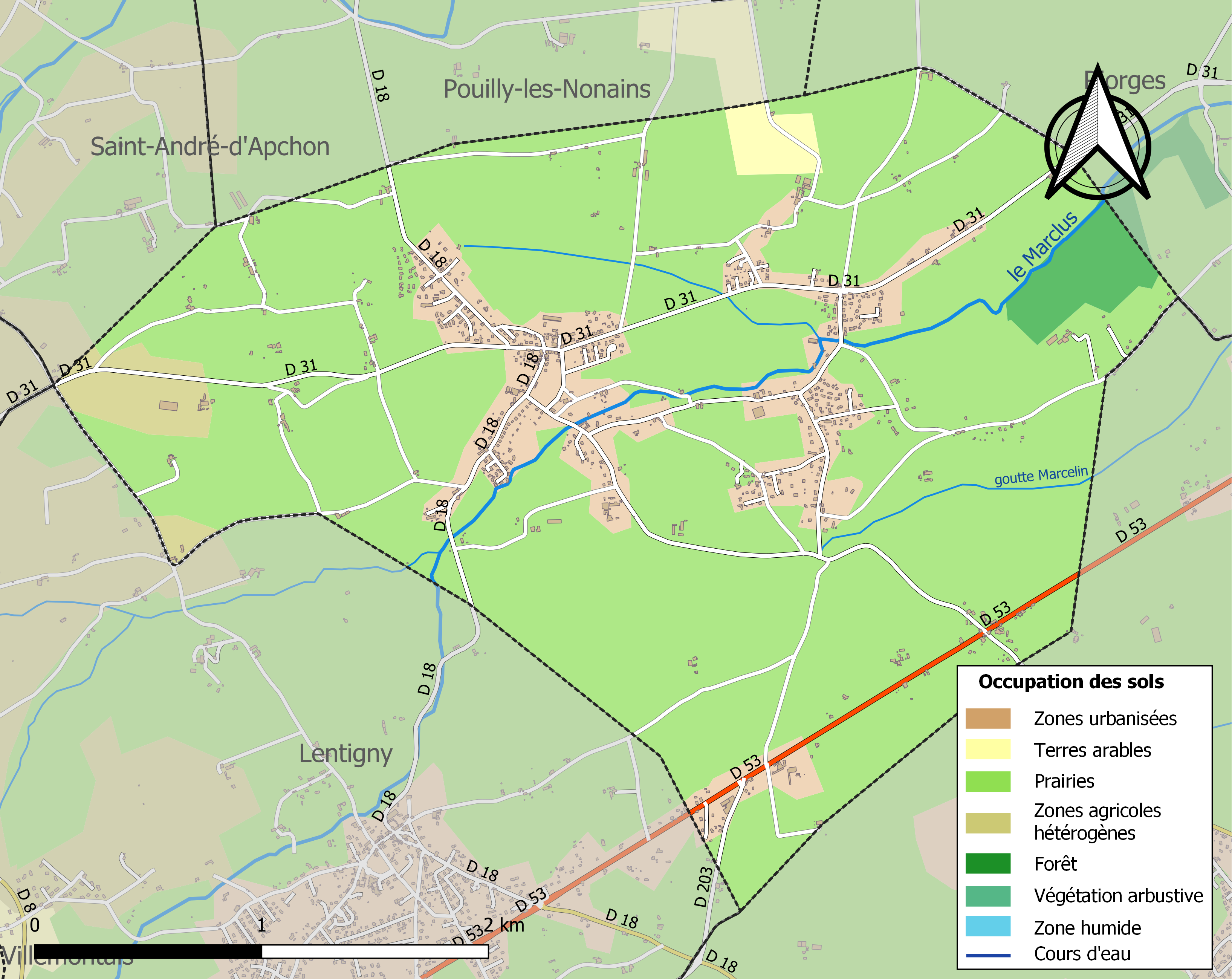
Kaart van de gemeente met de belangrijkste infrastructuur, bodemgebruik en omliggende gemeenten

## Demografie
Onderstaande figuur toont het verloop van het inwonertal (bron: INSEE-tellingen).